# AIDA
För andra betydelser, se Aida (olika betydelser).
AIDAS, akronym för Attention Interest Desire Action Satisfaction, är en term som används i reklambranschen för de fem sätten att "aktivera" kunden på. Det sista "S"et (AIDAS) har man på senare tid lagt till och det står för satisfaction - tillfredsställelse för kunden.
Formeln bygger upp de flesta annonser och man brukar även lägga till awareness under det första "A"et, alltså Attention/awareness - detta för att annonsen skall både locka kunden, men samtidigt är hon försiktig vid det tillfället vilket man tar hänsyn till. 
Tanken med formeln är att kunden skall följa de fem stegen i processen: först se annonsen (den uppmärksammas), därefter skapa ett intresse, sedan en längtan/lust varefter hon agerar.
A - Attention (uppmärksamhet)

I - Interest (intresse)

D - Desire (önskan)

A - Action (handling)

S - Satisfaction (tillfredsställelse) 